# 東京学芸大学附属竹早小学校
東京学芸大学附属竹早小学校（とうきょうがくげいだいがくふぞくたけはやしょうがっこう）は、東京都文京区小石川四丁目にある国立小学校。東京学芸大学の附属小学校である。設置者は国立大学法人東京学芸大学。

## 概要
現在の竹早小学校は1900年（明治33年）に創立したため、現在の竹早小学校の創立もこの年ということになっている。隣接する附属竹早幼稚園との幼小一貫教育を行っており、公式HPも共同で使用している。また2004年（平成16年）には国立大学法人化により、学校名を東京学芸大学教育学部附属竹早小学校から変更した。東京学芸大学の附属学校として、教員の育成を行うため、教育実地研究（教育実習）の指導に当たる使命をもっている。本校の領域内には、附属竹早中学校、附属竹早幼稚園もある。また、東京学芸大学附属小学校の系列校としては、他に附属世田谷・附属大泉・附属小金井の3校がある。
なお隣には高等学校と専修学校もあり、それぞれ「竹早」と名がつくものの、それらは東京学芸大学附属の系列校ではなく、前者は公立の東京都立竹早高等学校（東京府女子師範学校に併設された東京府立第二高等女学校として設立）、後者は私立の竹早教員保育士養成所（学校法人竹早学園が運営する専修学校）である。
2017年10月6日午前11時半頃、隣接する竹早中学校との連絡通路に位置する理科準備室から火災が発生し、児童や隣接する中学校の生徒らが避難した。火事出火時は、4年生が授業を受けていたが、負傷者はなかった。原因は、電気系統からの出火とされた。準備室は全焼、理科室は一部燃焼し、使えなくなった。翌年の6月頃にリフォームが終了し、通常の授業が再開された。

## 交通
- 東京メトロ丸ノ内線茗荷谷駅徒歩12分
- 地下鉄後楽園駅、春日駅徒歩15分

## 行事
- 4月　入学式
- 11月　竹早祭　劇やお化け屋敷など、クラス単位で参加する校内のお祭り
- 3月　卒業式

### 運動会
- 6月　キッズフェスティバル（幼稚園生,1,2年生）
- 6月　竹の子祭（3年生以上）　身体表現の場で演技や競技を行う

### 校外学習
- 7月夏の日光林間学園（3～6年生）

## 施設
- メディアセンター（中学校と一部共用）
- リズム室
- 校庭（中学校と一部共用）
- 体育館
- プール

## 著名な出身者
- 永井荷風（作家）
- 柳原白蓮（歌人）
- 中田正子（日本初の女性弁護士）
- 内藤祐次（エーザイ社長、会長）
- 荻昌弘（映画評論家）
- 椿實（小説家）
- 岡田孝男（医師）
- 岡野行秀（経済学者）
- 武宮正樹（棋士）
- 平松英子（声楽家）
- 大友直人（指揮者）
- 内藤博敬（生物学者）
- 高山智司（元衆議院議員）
- 野口千代光（ヴァイオリニスト）
- ジェーン・スー（作家、コラムニスト）
- 北村和夫（俳優）
- 東川真之（俳優）
- 大河内卓哉（プロデューサー）